# Спиридов, Михаил Матвеевич
Михаи́л Матве́евич Спири́дов (1796 — 20 декабря 1854 (1 января 1855)) — майор, участник заграничных походов и сражений русской армии в 1813-1814 годах. Летом 1825 года примкнул к движению декабристов. В 1826 году был приговорён по I разряду к смертной казни, заменённой позже пожизненной каторгой. Принадлежал к известному дворянскому роду Спиридовых.

## Биография

### Происхождение
Михаил Матвеевич родился в 1796 году в дворянской семье. Место рождения неизвестно, предположительно — село Нагорье Переславского уезда Владимирской губернии. В доме, который его дед — адмирал Григорий Андреевич Спиридов — построил в подаренной императрицей Екатериной II за разгром турецкого флота в Чесменском сражении во время первой русско-турецкой войны деревне Нагорье, выросли несколько поколений семьи Спиридовых.
Отец — сенатор Матвей Григорьевич Спиридов (1751—1829), известный своими генеалогическими работами. Мать — Ирина Михайловна Щербатова (1757—1827), дочь историка М. М. Щербатова. В семье родились шесть сыновей и две дочери — Софья и Акулина.
Братья:
- Григорий Матвеевич (1777 — ?) — поручик;
- Андрей Матвеевич (1780 — ?) — коллежский асессор, служил в Сенате;
- Алексей Матвеевич (1782 — ?) — статский советник, при Александре I служил в Московском почтамте;
- Иван Матвеевич (1787—1819) — гвардии полковник, участник Отечественной войны 1812 года;
- Александр Матвеевич (20 апреля 1788 — после 1843) — при Николае I был начальником Юрбургской таможни, в 1843 году действительный статский советник и начальник Сибирского таможенного округа.

Младший сын — Михаил — получил домашнее воспитание, занимался математикой, историей, географией, русской словесностью, рисованием с приглашёнными преподавателями. Знал французский и немецкий языки. Позднее занимался самообразованием и подтверждал, что «ни у кого и нигде не слушал лекций».

### Военная карьера
20 августа 1812 года, в возрасте 16 лет поступил на службу урядником во 2-й полк Владимирского ополчения, которое участвовало в блокировании путей отступления французских войск из Москвы.
7 февраля 1813 года Спиридов переводится в Гренадерский лейб-гвардии полк. 17 мая 1813 года получает звание прапорщика.
Участвовал в заграничных походах русской армии в 1813—1814 годах и сражениях при Лютцене, Дрездене, Кульме, Лейпциге, Фер-Шампенуазе и при взятии Парижа.
5 сентября 1814 года вместе с полком вернулся в Россию. 31 января 1816 года в звании подпоручика был переведён в Саратовский пехотный полк 3-го корпуса 1-й армии.
С начала 1817 года — старший адъютант командира 6 пехотного корпуса 2-й армии генерала И. В. Сабанеева. 12 февраля 1817 года получил звание поручика, а 7 апреля 1819 года — штабс-капитана. С августе 1819 года, после возвращения в Саратовский полк, командовал первой гренадерской ротой.
С 4 мая 1823 года — капитан. 4 июня 1825 года произведён в майоры с переводом в Пензенский полк 8-й пехотной дивизии 1-й армии на должность командира батальона.

### Награды
• орден Святой Анны IV степени — битва при Люцене (1813)
• орден Святого Владимира IV степени с бантом — взятие Парижа (1814)

## Интерес к политическим наукам
После возвращения из заграничных походов М. М. Спиридов принялся за не только за изучение военных наук, но и за чтение исторических, философских и политических книг, главным образом на французском языке. В эти годы он делал переводы и выписки из сочинений, заинтересовавших его и оказавших влияние на формирование его собственных этических взглядов.
О его предпочтениях можно судить по названиям переведённых и собственных произведений. Среди них:
- исторические — направленная против недееспособности и пороков правящего нобилитета «Речь Мария при отправлении его на войну» из «Югуртинской войны» древнеримского историка Саллюстия и «Речи Цицерона против Каталины»;
- философские — «Правила философии, политики и нравственности», основного труда швейцарского философа Вейсса и «Самобеседование» Стерна;
- написанные им до 1825 года публицистические работы — «О воле и вольности человека», «О власти отцовской», «О незаконнорождённых», «Правила жизни собственно для себя», «Разные замечания», «Глас патриота», «О действиях всегда мерами добра, честности и правоты».

## В тайном обществе
К моменту появления М. М. Спиридова в Пензенском полку в среде молодых армейских офицеров полков и артиллерийских бригад 1-й армии уже существовало Общество соединённых славян. По мнению О. И. Киянской, автора многих работ по истории движения декабристов, Спиридов вступил него по просьбе М. П. Бестужева-Рюмина, рассчитывавшего с его помощью привлечь славян в союзники Южному обществу.
Спиридов участвовал практически во всех совещаниях по поводу объединения Общества соединённых славян и Южного общества, он был избран доверенным от «славян», выработал правила членства объединённого общества и написал критические замечания на переданное ему Бестужевым-Рюминым краткое изложение «Русской правды» — «Государственный завет».
Разработанные Спиридовым правила содержали достаточно категоричные требования к участникам общества:

— приём новых членов в общество только через уполномоченных посредников;

— запрет до начала восстания уходить в отставку или переводиться в другое воинское подразделение;

— ответственность за личное бездействие и несоблюдение неосторожности в разговорах;

— наказание смертью за особый ущерб деятельности общества.
В замечаниях к «Государственному завету» Спиридов отметил своё несогласие с установлением республиканского правления, предлагая ограничиться конституционной монархией и возражал против отмены сословий.
Расходился Спирилов с «южанами» и в некоторых тактических вопросах, например, с намерением С. И. Муравьёва-Апостола использовать религию и священное писание в целях революционной пропаганды среди солдат.
Несмотря на сохранившиеся разногласия, на совещании в сентябре 1825 года было принято решение о вхождении Общества соединенных славян в состав Южного на основе его программы. Организационно в нём были созданы три управы:

— в 8-й пехотной дивизии (посредником был избран — майор М. М. Спиридов);

— в 8-й артиллерийской бригаде (посредник — подпоручик И. И. Горбачевский);

— в 9-й артиллерийской бригаде (посредник — подпоручик В. С. Пестов).
На этом же совещании по предложению Бестужева-Рюмина был составлен список членов «обреченного отряда», (фр. cohorte perdue), — заговорщиков, согласных с необходимостью и принявших на себя исполнение убийства императора. В этом списке был и Спиридов.
Готовясь к вооруженному выступлению, Спиридов проводил агитационно-пропагандистскую работу среди солдат, но в силу обстоятельств неожиданного начала восстания Черниговского полка, ни ему, ни другим бывшим «славянам» не пришлось участвовать в нём: о восстании они узнали слишком поздно и практически помочь ему не смогли.

## Следствие и приговор
По приказу от 19 января 1826 года Спиридов был арестован в местечке Красилове 25 января 1826 года. 1 февраля был доставлен в Санкт-Петербург на гауптвахту Зимнего дворца, а 2 февраля переведён в Петропавловскую крепость.
На допросах М. М. Спиридов, не отрицая свою принадлежность к тайному обществу, говорил о побудивших его к тому — «по опыту» — первопричинах: «всякое правительство имеет свои стороны и худые, и хорошие, и наше имеет много худых, потому что есть злоупотребление законов, …угнетение крестьян, наипаче в присоединённых губерниях, превосходит меру». При этом он считал, разумным, «не давая вольности крестьянам, сделать их вольными, то есть чтобы они производили сельские работы на условиях с помещиками».
Из показаний других подозреваемых следствию стало известно, что у Спиридова были переводы «из непозволительных французских книг» и «собственные вольнодумные сочинения». В ответах на вопросы Спиридов сообщил названия некоторых своих сочинений, но спрятанные накануне ареста рукописи обнаружены не были.
В «Росписи государственных преступников», преданных Верховному уголовному суду, в числе членов общества Соединённых славян, отнесённых к первому разряду — «осуждаемых к смертной казни отсечением головы», третьим был указан Спиридов, который, по его собственному признанию, «умышлял на цареубийство, вызывался сам, дав клятву на образе, на совершение его и назначал к тому других», «участвовал в управлении Славянским обществом и старался о распространении его принятием членов и возбуждал нижних чинов».
Указом Николая I от 10 июля 1826 года М. М. Спиридову была дарована жизнь с тем, чтобы «по лишении чинов и дворянства сослать вечно в каторжную работу». 22 августа вечную каторгу заменили на 20-летний срок с последующим поселением в Сибири.

## В ссылке
26 июля 1826 года отправлен в Кексгольмскую крепость. 21 декабря 1826 года заключён в одиночную камеру Круглой Пугачёвской) башни.
21 апреля 1827 года Спиридова переводят в Шлиссельбургскую крепость, а 2 октября 1827 года отправляют по этапу в Сибирь. 20 декабря 1827 года Спиридов прибыл в Читинский острог. Переведён в Петровский Завод в сентябре 1830 года.
В каторжной «академии» читал курс средневековой истории. Переводил с французского языка и помогал декабристам в его изучении.
8 ноября 1832 года срок каторги был сокращён до 15 лет, а 14 декабря 1835 года — до 13 лет.
После завершения срока каторги указом от 10 июля 1839 года Спиридов был назначен, по ходатайству братьев, на поселение в Красноярск, где кроме него обосновались ссыльные декабристы (по совпадению тоже участники Отечественной войны 1812 года): В. Л. Давыдов, С. Г. Краснокутский, М. Ф. Митьков, М. А. Фонвизин. Заезжали в Красноярск и другие декабристы. В октябре 1839 года И. И. Пущин, посетивший Спиридова по пути в Туринск, писал Е. П. Оболенскому: «В наших беседах мы все возвращались к прошедшему…».
На поселении Спиридов занялся сельским хозяйством, «чтобы не только своими руками добывать пропитание, но и личным примером и опытом содействовать развитию крестьянских хозяйств». По его просьбе к губернатору Енисейской губернии В. И. Копылову в 1843 году ему отмежевали в деревне Минино Заледеевской волости около 15 десятин пустопорожней земли, из которых только 11 были удобными. Позже Спиридов приобрёл хутор Дрокино в 15 верстах от Красноярска на берегу реки Качи. 8 июля 1848 года ему было разрешено переселиться в построенный там новый дом.
В Дрокино Спиридов создал образцово-показательное хозяйство, в котором выращивались пшеница, рожь, гречиха, лён, конопля, картофель и другие культуры. Вывел сорт картофеля, который назывался в Сибири «Спиридовка». Поставлял хлеб и муку на золотые прииски. Оказывал помощь семенани и деньгами местным крестьянам. Делился урожаем с живущими в Красноярске декабристами.
После тяжёлой болезни М. М. Спиридов умер 20 декабря 1854 года в Дрокино. В. Л. Давыдов писал И. И. Пущину: «…я имел несчастье потерять настоящего друга, которого вся моя семья всем сердцем любила и умела ценить так же, как и я. Наш превосходный Спиридов умер по возвращении из поездки по уезду, которую он предпринял по случаю своих дел».
По завещанию его похоронили рядом с Троицкой церковью в селе Арейское в 25 верстах от Красноярска. В 1930-х годах церковь была закрыта, от церковного кладбища сохранились только три могилы — одна из них М. М. Спиридова.
М. М. Спиридов принадлежал к числу тех декабристов, для которых итогом внутреннего осмысления пережитого явилось глубокое религиозное чувство. Сожалея о смерти А. И. Одоевского, он писал И. И. Пущину:
…Кто, впрочем, ведает, может быть, в неизвестном нам горнем мире умершему лучше, нежели на этом временном дольнем мире. Может быть, избавившись телесной оболочки и с нею вместе всех страстей превратной жизни, он, наш товарищ — там блаженствует. Такова моя мольба ко всетворящему необъятному милостью творцу.
В 1952 году в посёлке Емельяново был открыт памятник декабристу М. М. Спиридову работы скульптора А. Х. Абдрахимова. По состоянию на 2016 год, памятник перенесен с прежнего места во двор Емельяновского музея.

## Документы
- Материалы следственного дела . Восстание декабристов. Документы. Т.V, С.107-180.